# متنزه مارك توين الحكومي وملعب النسور المحلقة للجولف
متنزّه مارك توين الحكومي وملعب النسور المحلقة للجولف، تبلغ مساحته 464 أكر (1.88 كـم2) حديقة الولاية الواقعة في بلدة هورس هيدز في مقاطعة تشيمونج، نيويورك. سمي المتنزّه باسم مارك توين، الذي قضى عدة فصول الصيف في المنطقة.

## المرافق
يضم متنزّه ملعب النسور المحلقة للجولف المكون من 18 حفرة، والذي تم تصميمه حول العديد من البرك الذائبة اللتي تكونت عن طريق تراجع الأنهار الجليدية بعد العصر الجليدي الأحدث. يشمل المتنزّه أيضًا على تقديم خدمات الطعام، وتسهل التزلج الريفي على الثلج وصيد الرماية في الموسم.

## روابط خارجية
- New York State Parks: Mark Twain State Parke
- New York State Parks: Soaring Eagles Golf Course